# القارئة الحسناء
قارئة الحسناء (بالفرنسية: La Liseuse)‏، هي لوحة رسمها الفرنسي جان هونوري فراغونارد عام 1776 بالألوان الزيتية على قماش. تبرعت بها إلى المعرض الوطني للفنون (واشنطن) (بالإنجليزية: National Gallery of Art) ابنة أندرو ويليام ميلون (Andrew William Mellon )بعد موته.
في الوحة تظهر فتاة بمقتبل العمر ممسكة بكتاب بيد واحدة ذات ثياب صفراءغير معروفةِ الاسم.
يظهر تصوير الأشعة السينية (بالإنجليزية: X ray) أنه رُسم على اللوحة رسمة سابقة ومن ثم رسمت الفتاة عليها